# ジャン1世 (フランス王)
ジャン1世（フランス語: Jean Ier、1316年11月15日 - 1316年11月19日）は、フランス・カペー朝の第13代国王（在位：1316年11月15日 - 11月19日）。ナバラ王を兼ねた（フアン1世）。第12代国王ルイ10世と2度目の王妃クレマンス・ド・オングリーの子。父の死後に生まれたため、Le Posthume（ル・ポスチュム、遺児王）と呼ばれる。

## 生涯
1316年6月5日に父王ルイ10世が崩御した時、ルイ10世には王女ジャンヌしかいなかった。しかし、2度目の王妃クレマンスが懐妊中であり、ルイ10世の弟フィリップが摂政となり出産を待つこととなった。11月15日、男子ジャンが生まれ、ジャンは出生と同時に後を継いで国王に即位したが、生後1週間もたたずに崩御した。このため、王弟フィリップがフィリップ5世として王位を継ぐこととなった。

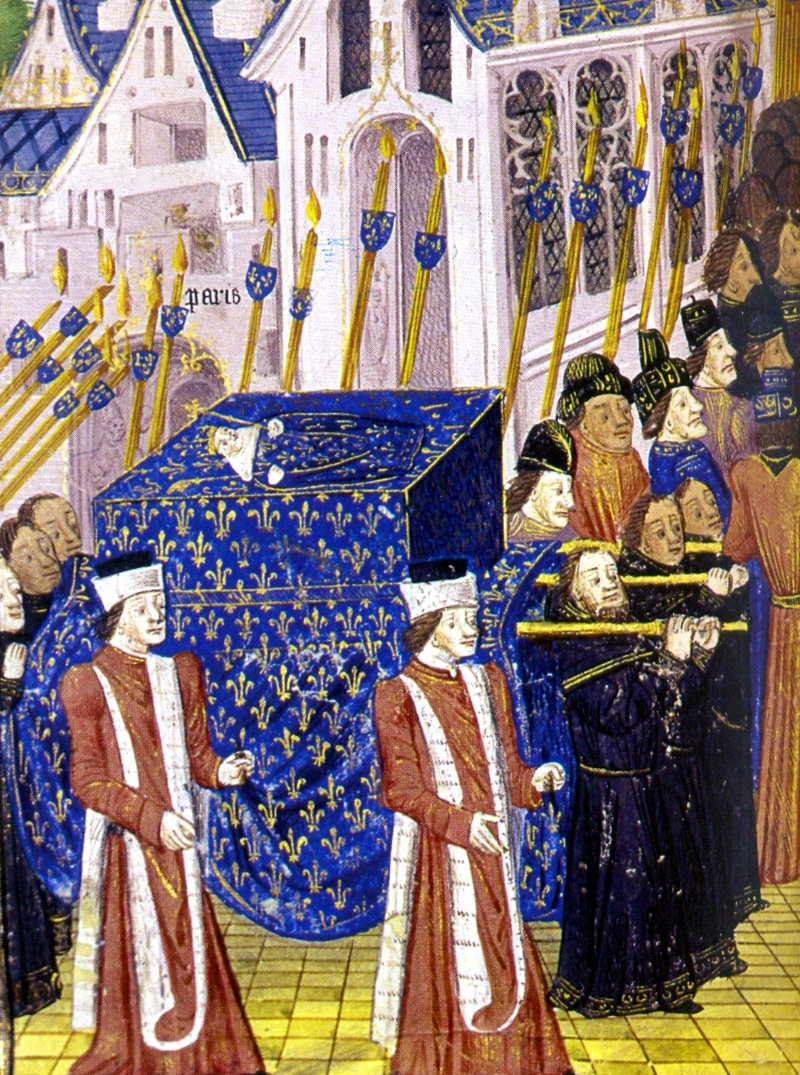
ジャン1世の葬式。

中世ヨーロッパの乳幼児死亡率は高く、ジャンの死因の可能性は多いが、毒殺の噂がジャンの崩御の直後に広まった（そのうち1つは、おばに針で刺殺されたというものである）。というのも、ジャンの崩御で利益を得る者は多く、ジャンの父ルイ10世がジュ・ド・ポームの後に急死という疑わしい状況だったことからうわさが広まった。現代でもジャンの死因は知られていない。
当時はフランス王の一人とは扱われなかったが、後世の歴史家や年代記作家が後に即位した同名の王をジャン2世と数えたことから、現代ではフランス王であることが認められている。